# Rönneburg
Rönneburg, Hamburg-Rönneburg {dolnoniem. Rönnborg) — dzielnica miasta Hamburg w Niemczech, w okręgu administracyjnym Harburg.  
1 kwietnia 1937 na mocy ustawy o Wielkim Hamburgu włączony w granice miasta.